# Generator takta
Generator takta  je elektronički krug koji proizvodi diskretne vremenske odjeljke, koji se koriste za rad usklađivanje rada digitalnih uređaja. U svojoj osnovnoj izvedbi generator takta proizvodi kvadratni val, no moguće su i složeniji valovi.  Generatori takta obično su izvedeni na osnovu kvarcnog piezo-električnog oscilatora, no moguće je izvesti koristeći i RC krugove.